# Jared Diamond
Jared Mason Diamond, född 10 september 1937, är professor i fysiologi vid UCLA School of medicine, professor i geografi vid UCLA och känd för flera populärvetenskapliga böcker om mänsklighetens evolution. Diamond har förutom sina två professurer också kunskap inom bland annat ekologi och evolutionsbiologi.